# Barbara Malcotti
Barbara Malcotti, née le 19 février 2000 à Tione di Trento, est une coureuse cycliste italienne, spécialisée dans le cyclisme sur route.

## Carrière
Après ses années juniors, Barbara Malcotti signe son premier contrat professionnel au sein de l'équipe Valcar en 2019.
Elle rejoint ensuite la formation World Tour Human Powered Health pour la saison 2022.
Cette année là, elle participe au premier Tour de France Femmes (depuis la renaissance de la course, organisée par ASO), mais est mise hors course lors de la 5e étape pour un changement de vélo illégal.
En 2023, elle remporte sa première victoire professionnelle à Tain-l'Hermitage sur le Tour de l'Ardèche.

## Palmarès sur route

### Par années
- 2018
  - 4e du championnat du monde sur route juniors
- 2023
  - 6e étape du Tour cycliste féminin international de l'Ardèche
  - 3e de la Kreiz Breizh Elites Dames
  - 3e de l'Aphrodite Cycling Race ITT
  - 3e de l'Aphrodite Cycling Race-Women for future
- 2025
  - 6e du Tour des Émirats arabes unis
  - 8e du Tour d'Italie
  - 9e de la Cadel Evans Great Ocean Road Race
  - 9e du Tour de Burgos

### Résultats sur les grands tours

#### Tour d'Italie
5 participations :
- 2020 : 48e
- 2021 : 21e
- 2023 : 19e
- 2024 : 15e
- 2025 : 8e

#### Tour de France
4 participations :
- 2022 : disqualifiée (5e étape)
- 2023 : 24e
- 2024 : non partante (8e étape)
- 2025 : 13e

#### Tour d'Espagne
1 participation :
- 2025 : 22e

### Classements mondiaux
| Année                                 | 2020 | 2021 | 2022 | 2023 | 2024 |
| ------------------------------------- | ---- | ---- | ---- | ---- | ---- |
| Classement UCI                        | 793e | 160e | 538e | 110e | 271e |
| UCI World Tour                        | 179e | 107e | 155e | 178e | 113e |
|                                       |      |      |      |      |      |
| Légende : nc = non classéSource : UCI |      |      |      |      |      |